# Sanctuaire Notre-Dame-de-Grâce de Montegrazie
Pour les articles homonymes, voir Sanctuaire Notre-Dame-de-Grâce.
Ce sanctuaire Notre-Dame-de-Grâce (en italien : Santuario di Nostra Signora delle Grazie) est un sanctuaire catholique situé dans le hameau de Montegrazie, dans la commune d'Imperia, en Ligurie (Italie).